# Franz Xaver Kosler

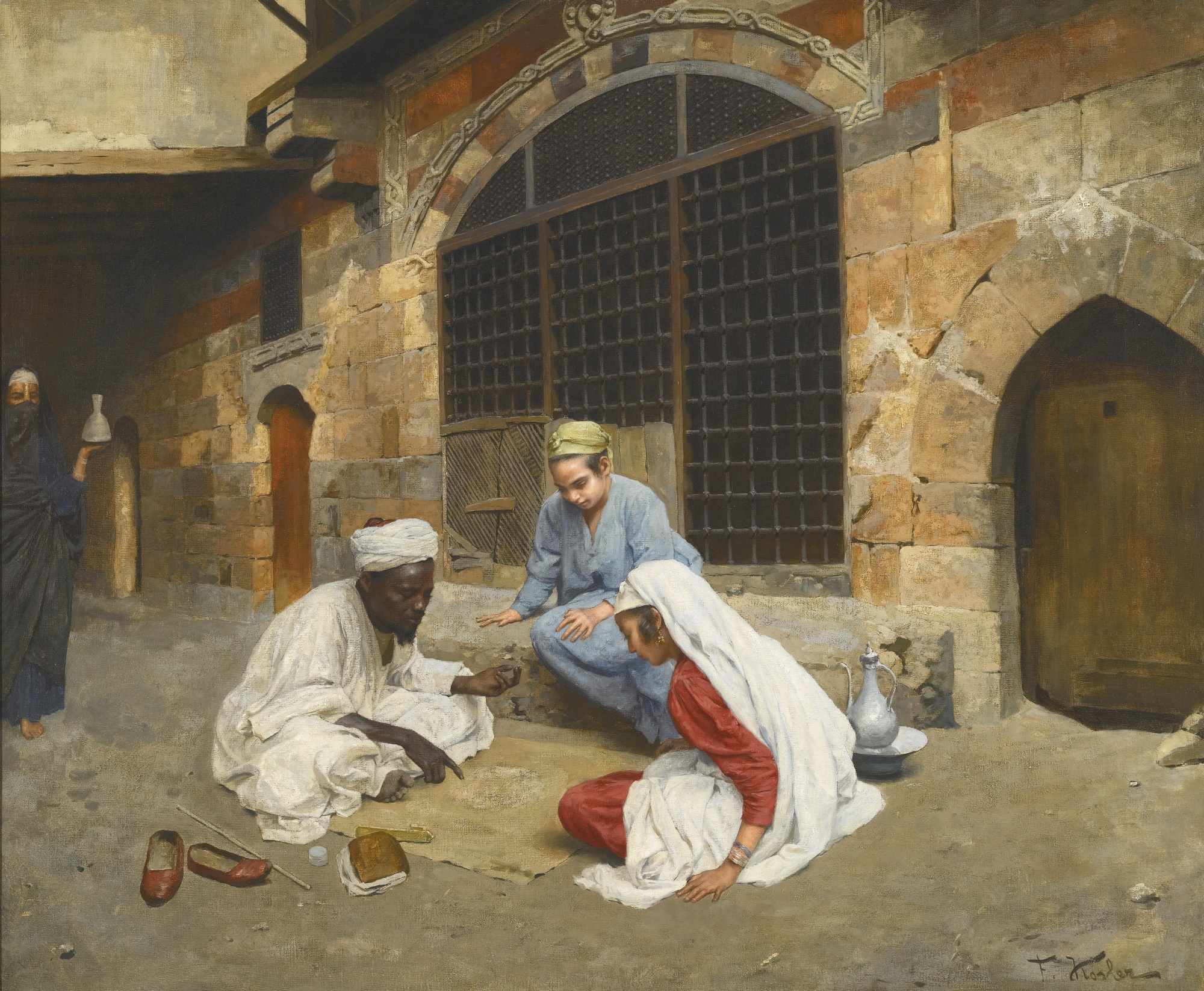
Der Wahrsager aus Kairo

Franz Xaver Kosler (* 16. August 1864 in Wien; † 15. Dezember 1905 in Syrakus) war ein österreichischer Genre- und Porträtmaler, oft am Balkan und in Ägypten tätig.
Kosler studierte von 1881 bis 1884 in Wien an der allgemeinen Malerschule unter der Leitung von Christian Griepenkerl, danach an der Wiener Akademie der bildenden Künste und von 1884 bis 1885 an der Spezialschule für Historienmalerei bei Leopold Carl Müller.
Kosler unternahm 1886 Studienreisen auf dem Balkan und dank der erzherzoglichen Unterstützung besuchte er seit 1892 mehrmals Ägypten, wo er in Kairo eine Ausstellung seiner Werke veranstaltete. 
Kosler war sowohl als Porträtist prominenter Personen wie auch als Genremaler der ägyptischen Straßenszenen erfolgreich.